# Riddle of Fire
Riddle of Fire (dt.: „Rätsel des Feuers“) ist ein US-amerikanischer Spielfilm von Weston Razooli aus dem Jahr 2023. Das zwischen Abenteuerfilm und Komödie angesiedelte Werk folgt drei humorvollen Kindern, die sich auf eine Odyssee in Wyoming begeben. Die Hauptrollen übernahmen Lio Tipton, Charles Halford, Charlie Stover, Skyler Peters, Phoebe Ferro und Lorelei Olivia Mote. Riddle of Fire, das Spielfilmdebüt des Regisseurs, wurde im Mai 2023 im Rahmen des Filmfestivals von Cannes uraufgeführt.

## Handlung
Wyoming, USA, in einer nicht näher definierten Zeit: die Brüder Hazel und Jodie, sowie deren Freundin Alice brechen in ein Lagerhaus ein um eine "Otomo" Spielekonsole zu stehlen. Ein Wachmann sieht sie dabei, aber sie können mit ihrer Beute entkommen. Zurückgekommen stellen sie aber enttäuscht fest, dass die Mutter der Brüder den Fernseher mit einem Passwort gesperrt hat. Da Hazel zum Frühstück einen Heidelbeerkuchen verputzt hat, und die kranke Mutter meint, dass dies die beste Medizin für sie wäre, verlangt sie von den Kindern ihr einen frischen Kuchen aus der Bäckerei zu bringen. Doch die Bäckerin ist ebenfalls krank, die Verkäuferin verrät den Kindern aber ihre Adresse, damit sie das Rezept für den Kuchen erfragen können. Die Bäckerin verlangt von ihnen im Gegenzug etwas, was sie "besser kühlt als Eis". Sie bringen ihr eine abscheuliche Puppe, "bei der es einem eiskalt den Rücken runter läuft". Auch wenn das nicht ganz war, was sie sich erwartet hat, lässt sich die Bäckerin breitschlagen, ihnen das Rezept aufzuschreiben.
Im Supermarkt klaut sich das Trio die Zutaten zusammen. Das Rezept verlangt aber ein Ei mit gesprenkelter Schale. Unglücklicherweise erwischt der unsympathische John Redrye einen Moment vor ihnen die letzte Schachtel mit "gesprenkelten" Eiern und weigert sich, auch nur eins davon ihnen abzugeben. Die drei verfolgen ihn auf ihren Mofas zum Versteck der "Hollyhock-Bande", berüchtigten Wilderern, die von der Hexe Anna-Freya Hollyhock geführt wird, die ihre Kumpanen mit magischen Worten befehligen kann. Deren Tochter Petal besitzt diese Gabe ebenfalls bereits, trotzdem erlaubt ihre Mutter nicht auf ihren nächsten Streifzug mitzukommen. Petal versteckt sich in einem großen Werkzeugkoffer auf der Ladefläche des Pick-Ups der Bande, um trotzdem dabei zu sein. Nachdem die Eier im Laster verladen sind, versuchen die drei Freunde, diese daraus zu in einem unbeobachteten Moment zu stehlen. Doch das Unterfangen dauert zu lange, und sie müssen sich ebenfalls auf der Ladefläche unter einer Plane verstecken.
Die Hollyhock-Bande versucht den "König des Berges", einen mächtigen Hirschen, zu jagen. Die mittlerweile verbündeten vier Kinder vereiteln das, scheitern aber letztendlich das gesuchte Ei zu erlangen am Hunger (oder der Gefräßigkeit) Hazels. Petal schafft es, ein Mitglied der Bande unter ihre Kontrolle zu bringen, der sie zu einer Bar fährt, deren Besitzer eine Henne hat, die gesprenkelte Eier legt. Der Barkeeper fordert die Kinder im Gegenzug für ein Ei dazu auf, zu tanzen, ändert danach aber seine Meinung und verlangt eine absurde Geldsumme dafür. Der Rest der Bande hat inzwischen die Kinder dank GPS geortet und eingeholt. Im Streit geht das Ei zu Bruch, außerdem hat der Wachmann des Otomo-Lagerhauses, der zufällig in der Bar weilte, Alice, Jodie und Hazel trotz ihrer früheren Maskierung an ihrer Kleidung erkannt und die Polizei gerufen. Die Eltern sollen verständigt werden, doch Petal schafft es, die Aufmerksamkeit auf ihre Mutter und deren Bande zu lenken, sodass die Kinder entkommen können. Zudem hat sie im Verschlag der Henne noch ein weiteres Ei gefunden und abgestaubt.
Am nächsten Morgen backen die Kinder der Mutter den Heidelbeerkuchen. Im Fieberschlaf hat diese komplett das Gefühl für die Zeit verloren, und denkt, dass sie ihnen den Auftrag erst vor 2 statt vor 26 Stunden erteilt hat. Gerührt und begeistert von dem köstlichen Kuchen gibt sie das Passwort für den Fernseher preis.

## Hintergrund
Riddle of Fire ist das Spielfilmdebüt des US-amerikanischen Kurzfilm- und Musikvideo-Regisseurs Weston Razooli, der auch das Drehbuch verfasste und als Produzent und Editor auftrat. Es wurde als „Neo-Märchen“ angepriesen, das mit einem minimalen Budget und großer formaler und „epischer Freiheit“ inszeniert wurde, „als ob Tom Sawyer, die Fünf Freunde und die Goonies in einem verzauberten Wald von Wyoming einst zusammenkamen, um am Lagerfeuer ein Brettspiel zu spielen“.
Die Hauptrollen übernahmen Lio Tipton, Charles Halford, Charlie Stover, Skyler Peters, Phoebe Ferro und Lorelei Olivia Mote; Tipton war auch als Produzent an dem Projekt beteiligt. Die Dreharbeiten waren von Mitte Juni bis Mitte Juli 2021 in Salt Lake City (Utah) vorgesehen.
Neben Razooli und Tipton waren David Atrakchi (Fulldawa Films) und Sohrab Mirmont als Produzenten an dem Projekt beteiligt.

## Veröffentlichung und Rezeption
Die Premiere von Riddle of Fire fand am 20. Mai 2023 im Rahmen der Filmfestspielen von Cannes statt, wo der Film in die Nebensektion Quinzaine des cinéastes aufgenommen wurde. Razoolis Regiearbeit fand im selben Jahr Aufnahme in die Programme der Festivals von Toronto, Warschau und Stockholm und wurde auch beim österreichischen Slash Filmfestival gezeigt.
Von den auf der Website Rotten Tomatoes nach der Premiere aufgeführten über einem Dutzend Kritiken sind 86 Prozent positiv („fresh“) und führen zu einer Durchschnittswertung von 6,1 von 10 möglichen Punkten.

## Auszeichnungen
Im Rahmen seiner Uraufführung in Cannes war der Film automatisch für die Caméra d’Or nominiert. Im selben Jahr gewann Riddle of Fire einen Preis auf dem Slash Filmfestival in Wien.
| Filmfestival                   | Kategorie                      | Resultat  | Preisträger/ Nominierte |
| ------------------------------ | ------------------------------ | --------- | ----------------------- |
| Filmfestival von Cannes 2023   | Caméra d’Or – Bester Debütfilm | Nominiert | Weston Razooli          |
| Filmfestival von Sitges 2023   | Bester Film                    | Nominiert | Weston Razooli          |
| Filmfestival von Warschau 2023 | Free Spirit Award              | Nominiert | Weston Razooli          |
| Slash Filmfestival 2023        | Bester Film                    | Gewonnen  | Weston Razooli          |